# Brod (nádraží)

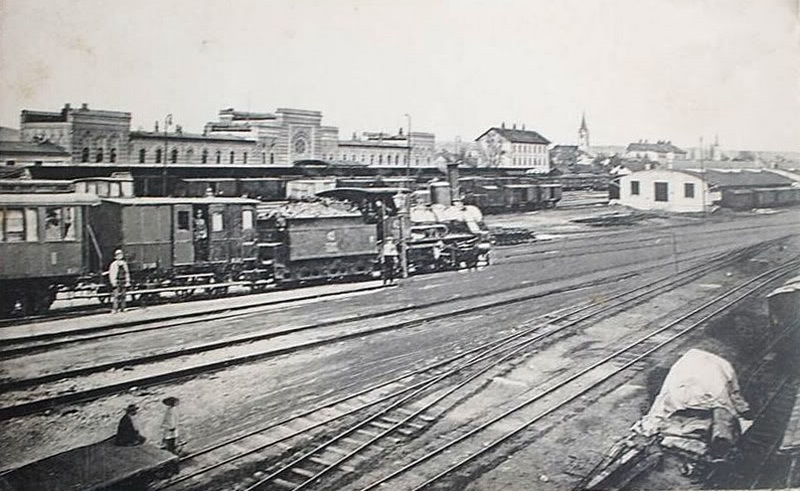
Pohled na nádraží na počátku 20. století.

Železniční stanice (Bosanski) Brod se nacházela ve stejnojmenném městě na severu Bosny a Hercegoviny. Jednalo se o první nádraží tzv. bosenské dráhy, úzkorozchodné železnice, kterou Rakousko-Uhersko vybudovalo po připojení Bosny a Hercegoviny. Nacházela se v západní části města, blízko dnešní polikliniky (Dom zdravlja).

## Popis stavby
Stanice vynikala především tím, že jako jedna z mála v Bosně byla vybudována v pseudomaurském stylu. Nápadná budova měla centrální část, inspirovanou íránskou, resp. afghánskou architekturou s dominantním obloukem, připomínajícím íván a dvěma bočními křídly. Nápadné orientální dekorační prvky byly použité v interiéru. 

## Historie
Budova nádraží byla vybudována v roce 1896 a do druhé světové války a rapidní modernizace bosenské železniční sítě v první jugoslávské pětiletce se jednalo o jeden z hlavních železničních uzlů republiky. Návrh nádraží, které bylo odvážně vybudováno v pseudomaurském stylu, připravil Hans Niemeczek, který také připravil návrh Šarí‘atské soudní školy v Sarajevu. Stavba budovy byla dokončena v roce 1897 a byla nasvícena plynovými lampami, které spotřebovávaly plyn z nedalekých závodů.
Stanice měla dvě kolejiště; jedno pro normální rozchod 1435 mm a jedno pro úzký bosenský rozchod.
Výstavní budova nádraží byla z velké části zničena během spojeneckých leteckých úderů na okupovanou Jugoslávii v druhé světové válce. Její drtivá většina lehla popelem dne 19. ledna 1945. V sarajevském archivu nicméně byly dochovány původní plány staniční budovy. 